# ISUP
ISUP (англ. ISDN User Part) — прикладная часть ISDN, часть Общеканальной системы сигнализации № 7 (ОКС-7), которая используется для управления каналами и установления телефонных соединений в Телефонной сети общего пользования. Описана в Рекомендациях МСЭ-Т серии Q.76x.
Когда устанавливается телефонный вызов от одного абонента к другому, могут быть задействованы несколько телефонных станций, возможно, в том числе через международные границы. Чтобы обеспечить правильную установку вызова, если поддерживается ISUP, коммутатор будет передавать информацию, связанную с вызовом, такую как номер вызываемой стороны, следующему коммутатору в сети с помощью сообщений ISUP.
Телефонные станции могут быть подключены через соединительные линии T1 или E1, которые передают речь в рамках телефонного вызова. Эти соединительные линии разделены на временные интервалы (таймслоты) производительностью 64 кбит/с, и один временной интервал может нести ровно один вызов. Независимо от того, какие средства используются для соединения коммутаторов, каждая цепь между двумя коммутаторами однозначно идентифицируется кодом идентификации схемы (CIC), который включается в сообщения ISUP. Обмен использует эту информацию вместе с полученной сигнальной информацией (особенно номером вызываемой стороны), чтобы определить, какие входящие и исходящие каналы должны быть соединены вместе, чтобы обеспечить сквозной речевой тракт.
В дополнение к информации, связанной с вызовом, ISUP также используется для обмена информацией о состоянии и разрешения управления доступными каналами. В случае отсутствия исходящего канала на конкретном коммутаторе сообщение об освобождении отправляется обратно предыдущим коммутаторам в цепочке.
Сигнализация ISUP используется также в приложениях IP-телефонии (софтсвичах и VoIP-шлюзах) при взаимодействии с ТФОП. В IP-сетях сообщения ISUP могут передаваться между устройствами и приложениями посредством технологии SIGTRAN или SIP-T, SIP-I.

## Функции подсистемы ISUP
Подсистема ISUP используется как в сетях ISDN, так и в ТфОП, а также в сетях подвижной связи и сетях передачи данных.
Подсистема ISUP поддерживает межстанционную сигнализацию в цифровой сети интегрального обслуживания (ISDN), обеспечивающую предоставление пользователям основных и дополнительных телефонных услуг с передачей как речи, так и неречевой информации, а также услуг ISDN, использующих сквозную сигнализацию. Сквозная сигнализация предполагает перенос сигнальной информации от исходящей станции до конечной станции назначения без анализа и обработки этой информации в промежуточных пунктах сигнализации. Сквозная сигнализация может быть обеспечена подсистемой ISUP двумя способами:
1. с использованием существующих транспортных средств подсистемы МТР — метод «pass along». Этот метод может использоваться для переноса информации, относящейся к уже установленному соединению, между двумя станциями. Перенос информации осуществляется по тому же сигнальному пути, который использовался для установления соединения.
2. с использованием расширенных транспортных возможностей, предоставляемых подсистемой управления сигнальными соединениями SCCP.

Сигнальный протокол подсистемы ISUP используется, прежде всего, для управления установлением соединения от станции вызывающего абонента до станции вызываемого абонента. Дополнительно к этому ISUP предоставляет средства для передачи информации, связанной с уже установленным соединением.

## Структура сообщения подсистемы ISUP
Сообщения ISUP переносятся в сигнальном информационном поле (SIF) значащих сигнальных единиц (MSU). Каждое сообщение содержит маршрутную этикетку, код-идентификатор канала, и информационное поле, в состав которого входят указатель типа сообщения и информационные элементы — параметры, образующие три части информационного поля: обязательную фиксированной длины, обязательную переменной длины и необязательную.
Маршрутная этикетка содержит код исходящего пункта сигнализации и код пункта сигнализации назначения; она также включает поле выбора сигнального звена (SLS), которое используется для выбора между несколькими подсистемами MTP-3.
Код идентификации канала (CIC) ассоциирует каждое сигнальное сообщение с нужным двусторонним разговорным каналом.
Тип сообщения идентифицирует имя сообщения ISUP. С помощью кода типа сообщения можно узнать перечень параметров, входящих в данное сообщение.
Обязательные поля фиксированной длины содержат обязательную информацию, размер которой заранее известен. Эти поля должны обязательно присутствовать в сообщении конкретного типа сообщения. Позиция, длина и порядок следования таких параметров заранее определены для каждого типа сообщения; поэтому идентификаторы и длины этих параметров в сообщении не указываются.
Обязательные параметры переменной длины образуют обязательную переменную часть сообщения. Эти параметры также должны присутствовать в сообщении всегда. Поскольку длина параметра заранее неизвестна, то для вычисления начала следующего параметра используют указатели и индикаторы длины параметра. Тип сообщения однозначно определяет порядок следования и идентификаторы всех обязательных параметров переменной длины.
Необязательные параметры — это параметры, которые могут, как присутствовать, так и не присутствовать в данном типе сообщения. Длина их может быть фиксированной или переменной. Кроме того, необязательные параметры могут быть переданы в любом порядке. Каждый необязательный параметр содержит идентификатор своего названия и индикатор длины, за которыми следует само содержание параметра.

## Сообщения ISUP
Для ISUP специфицировано около 40 типов сообщений и около 80 параметров. Они передаются посредством подсистемы MTP или, реже, SCCP. Вот некоторые примеры типов сообщений:
- Начальное адресное сообщение (IAM (Initial Address Message)) — первое сообщение, посылаемое для информирования другой АТС, что для конкретного CIC в данном сообщении запрашивается установление соединения. Обычно содержит номер вызываемого и вызывающего абонента, тип сервиса (голос, данные и т. д.) и многие другие опциональные параметры.
- Последующее адресное сообщение (SAM (Subsequent Address Message)) — в случае, если IAM не содержит полной адресной информации, одно или несколько сообщений SAM содержат дополнительные цифры номера.
- Сообщение о приёме полного номера (ACM (Address Complete Message)) — сообщение, передаваемое оконечной АТС, когда был найден вызываемый абонент и его телефонный аппарат начинает звонить.
- Сообщение ответа (ANM (Answer Message)) — отправляется, когда вызываемый абонент снял трубку. Начиная с этого момента стартует начисление платы.
- Запрос разъединения (REL (Release)) — отправляется для разрушения установленного соединения, например, когда абонент положил трубку.
- Подтверждение разъединения (RLC (Release complete)) — подтверждение разъединения, означает, что разговорный канал свободен и может быть снова использован для осуществления нового вызова.

Длина основных сообщений ISUP в октетах
| Наименование сообщения                                                        | Сокращение | Длина в октетах | Длина в октетах |
| Наименование сообщения                                                        | Сокращение | Телефония       | ЦСИС            |
| ----------------------------------------------------------------------------- | ---------- | --------------- | --------------- |
| Начальное адресное сообщение: (c адресом вызывающего и вызываемого абонентов) | IAM        | 39              | 59              |
| Запрос информации                                                             | INR        | 17              | 17              |
| Информация                                                                    | INF        | 27              | 28              |
| Адрес полный                                                                  | ACM        | 17              | 34              |
| Ответ                                                                         | ANM        | 15              | 30              |
| Соединение                                                                    | CON        | 17              | 25              |
| Прохождение вызова                                                            | CPG        | 21              | 21              |
| Приостановка                                                                  | SUS        | 16              | 16              |
| Возобновление                                                                 | RES        | 16              | 16              |
| Разъединение                                                                  | REL        | 20              | 40              |
| Освобождение                                                                  | RLC        | 15              | 15              |
| Вызов                                                                         | RNG        | 15              | 15              |

## Пример установления соединения
Ниже приведён один из базовых сценариев обмена сигнальными сообщениями ISUP при установлении соединения.
```
 ''' Абонент А          АТС A        АТС B                Абонент B '''
 Снятие трубки          |            |
 Набор номера --->      |            |
                        | -- IAM --> |
                        |            |
                        | <-- ACM -- |
                        |            | -Посылка вызова->              
                        | <-- ANM -- |
                                       -Снятие трубки
 =======================    РАЗГОВОР      ======================
 Трубка положена        |            |
                        | -- REL --> |   Трубка положена
                        | <-- RLC -- |

```

Тестовые спецификации подсистемы ISUP для базового соединения (Q.761—Q.764) описываются в Рекомендации МСЭ-Т Q.784.1. Эти тестовые спецификации используются при тестировании реализации подсистемы ISUP на соответствие.